# 阿克塞尔·荣
阿克塞尔·荣（瑞典語：Axel Ljung，1884年3月31日—1938年2月5日），瑞典男子体操运动员。他曾获得1908年夏季奥运会体操比赛男子团体全能金牌。他也在1906年届间运动会参加了田径比赛。